# TVE HD
TVE HD foi um canal de televisão em alta definição de TVE que emitia através da TDT. TVE HD começou suas emissões o 17 de junho de 2009 em Valladolid, e aumentou progressivamente sua área de cobertura, chegando até o 84% dos lares espanhóis em setembro de 2010.
O canal, que emitia em provas, cessou suas emissões o 31 de dezembro de 2013 para dar passo à La 1 HD.

## História
As primeiras emissões de TVE HD produziram-se durante a celebração dos Jogos Olímpicos de Pequim 2008, o 6 de agosto de 2008, ainda que só puderam aceder aqueles abonados à plataforma de pagamento de Digital+, onde substituiu, de maneira temporária, às emissões de Canal+ HD.
Depois de cita-a olímpica, TVE HD suspendeu suas emissões o 29 de agosto de 2008. No entanto, desde o 17 de junho de 2009, TVE HD volta a emitir, ainda que em período de provas limitadas, enviando a imagem desde o Centro de Produção de Programas de TVE Cataluña em Sant Cugat del Vallès (Barcelona), à área metropolitana de Valladolid. Desde finais do mês de abril de 2010, TVE HD expandiu sua cobertura de emissão a outras cidades espanholas.
TVE HD usava todas as novas tecnologias de som, imagem e produção, esperando que o 1 de setembro de 2010, chegasse a todas as capitais de província, e o 1 de janeiro de 2011, a todo o território espanhol.
TVE HD compartilhava mux com Teledeporte, Teledeporte HD e duas rádios: Radio Clásica e Radio 3 e sua programação baseava-se em reposições de séries que TVE tuvera em HD, quando não fosse um simulcast com La 1, La 2 ou Teledeporte.
O 28 de dezembro de 2013, Radiotelevisión Espanhola confirmou que TVE HD cessaria suas emissões o 31 de dezembro do mesmo ano, já que decidiu lançar La 1 HD em seu lugar desde o 1 de janeiro de 2014.

## Veja-se também
- La 1 HD
- La 2 HD
- Clan HD
- Teledeporte HD
- Televisión Española